# 유비테크 로보틱스
유비테크 로보틱스 주식회사(영어: UBtech Robotics)는 중국 광둥성 선전시에 본사를 둔 로봇 제조사이다.

## 역사

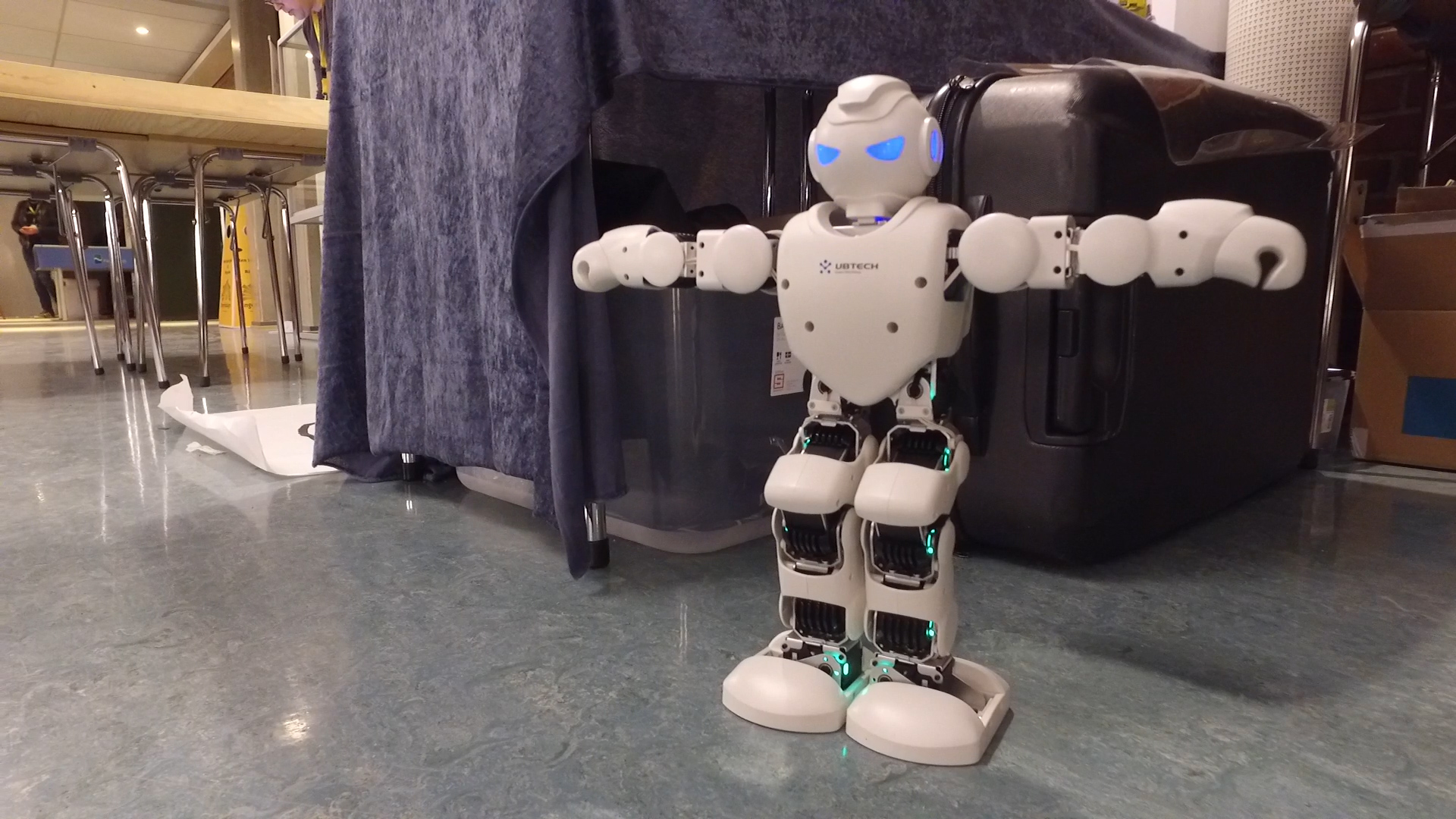
UB테크 알파 1PRO 휴머노이드 로봇

UB테크는 2012년 저우젠이 설립했다. UB테크는 휴머노이드 로봇을 전문으로 한다. UB테크는 2017년 베를린 국제가전박람회에 참가하여 최신 혁신 기술을 선보였다.
2018년, 이탈리아 이동통신사 텔레콤 이탈리아 모바일은 UB테크의 알파 S1 로봇 1,372대로 로봇 동시 춤 기네스 세계 기록을 세웠다. 이전 기록은 1,069대였다. 2020년에는 이 회사의 로봇이 선전에서 코로나바이러스감염증-19 환자를 치료하는 의료진을 돕는 데 사용되었다.
텐센트와 중국공상은행의 시리즈 C 펀딩 라운드 이후 기업 가치는 50억 달러로 평가되었다. 2019년에는 기업공개를 계획하고 있었다.
2021년 12월, 이 회사는 서울의 유치원 300곳에 소형 로봇을 납품했다.
2022년 1월, UB테크는 자외선을 방출하여 소독하는 모바일 로봇을 출시했다. 이 로봇은 미국에서 상업적으로 출시되었다.
이 회사는 2023년 12월 기업공개 (IPO)를 실시하여 홍콩 증권거래소에서 HK$10억을 조달했다.
2024년 10월, UB테크는 산업용으로 제작된 워커 S 시리즈(워커 S1 및 워커 S 라이트 모델 포함)를 출시했다. 특히 워커 S 라이트는 지능형 제조 및 스마트 물류를 위해 설계되었으며, 경량 구조와 신속한 배포 기능을 특징으로 한다.
2025년 7월, 이 회사는 워커 S2 모델을 출시했는데, 이는 자체 배터리를 자율적으로 교체할 수 있는 세계 최초의 휴머노이드 로봇이 되었다.